# Helge Foss
Helge Foss (født 23. maj 1919 I Ringkøbing, død 18. december 2000) var en dansk arkitekt.
Foss var uddannet arkitekt fra Kunstakademiet i København (1945). Han havde et stort virke indenfor børneinstitutioner og enfamiliehuse.

## Værker
- Plejehjem, De tre Ege i Jægerspris, 1970
- Vejlegårdsparken i Vallensbæk, 1970
- Vallensbæk Varmecentral, i Vallensbæk, 1974
- Frøbelhøjskolen, Roskilde Pædagogseminarium i Himmelev, 1978 (nedrevet 2000)
- Fritidshjem i Karise, 1978
- Fritidshjem i Albertslund, Løkkekrogen, 1980